# Jesús Caldera Sánchez-Capitán
Jesús Caldera Sánchez-Capitán (Béjar, Castella i Lleó, 1957) és un polític socialista espanyol.
Va néixer el 31 d'octubre de 1957 a la població de Béjar, situada a la província de Salamanca. Va estudiar Ciències polítiques, dret i sociologia, esdevenint secretari de l'administració local.
Afiliat al Partit Socialista Obrer Espanyol (PSOE), l'any 1982 fou escollit diputat al Congrés dels Diputats en les eleccions generals d'aquell any, acta que ha revalidat en totes les següents eleccions per la circumscripció de Salamanca. En la seva estada al Congrés ha estat portaveu del Grup Parlamentari Socialista en la Comissió de Règim de les Administracions públiques (1986-1989), portaveu en la comissió de Relacions amb la Comunitat Econòmica Europea (1989-1993), Secretari General i portaveu adjunt del Grup Socialista (1993-1998), portaveu de la comissió d'infaestructures (1998-2000), i finalment portaveu del Grup Parlamentari Socialista al Congrés entre 2000 i 2004.
Membre de la Comissió Executiva i del Comitè Federal del PSOE, l'any 2004 fou el coordinador del programa electoral per les eleccions generals que va donar lloc a la victòria de José Luis Rodríguez Zapatero. El 18 d'abril d'aquell mateix any fou nomenat Ministre de Treball i Assumptes Socials, càrrec des del qual ha impulsat un nou procés de regulació d'immigrants, l'ampliació del permís de paternitat als funcionaris de l'administració central i la reforma del mercat laboral.